# Irritator
Irritator é um gênero de dinossauro da família Spinosauridae de porte médio que viveu no Cretáceo inferior, há 110 milhões de anos na Chapada do Araripe, Ceará. Caracteriza-se pelo focinho longo, patas posteriores impressionantemente bem desenvolvidas - que são as características da família - e por ter as narinas bem a frente dos olhos e uma protuberância (crista) na frente da cabeça, assim como nas aves. Tal como o Baryonyx, provavelmente se alimentava de peixes. Seus fósseis escassos impossibilitam uma medição exata de seu tamanho e peso.
Foi descoberto em 1996, assim como o dinossauro conhecido como Angaturama limai, que, é considerado pela maioria dos pesquisadores como um sinônimo de Irritator, já que os fósseis do Angaturama aparentemente completam o esqueleto do Irritator, embora ainda existam cientistas que defendem que Angaturama é um gênero separado e não sinônimo de Irritator.

## Etimologia
O nome "Irritator" vem do fato de que os cientistas envolvidos com a descobertas se sentiram irritados ao saber que o focinho havia sido elongado artificialmente, enquanto o nome específico challengeri vem da personagem Professor Challenger, do livro O Mundo Perdido, de Arthur Conan Doyle.
A palavra "Angaturama" deriva do tupi e quer dizer "nobre". Na cultura tupi, Angaturama é um espírito protetor.

## Descrição

A comparação do tamanho de Irritator com um humano e outros espinossaurídeos (Irritator em roxo)

Como um dinossauro da família dos espinossaurídeos, possuía as características comuns a esses dinossauros: Cabeça longa, muito parecida com a de um crocodilo e braços grandes e fortes - algo incomum entre os terópodes. Não se sabe se ele possuía ou não uma vela nas costas, como a de seu parente espinossauro, já que apenas foram descobertos ossos do crânio do animal. Possuía uma crista na  ponta do crânio, e suas narinas ficavam exatamente à frente dos olhos, como nas aves.

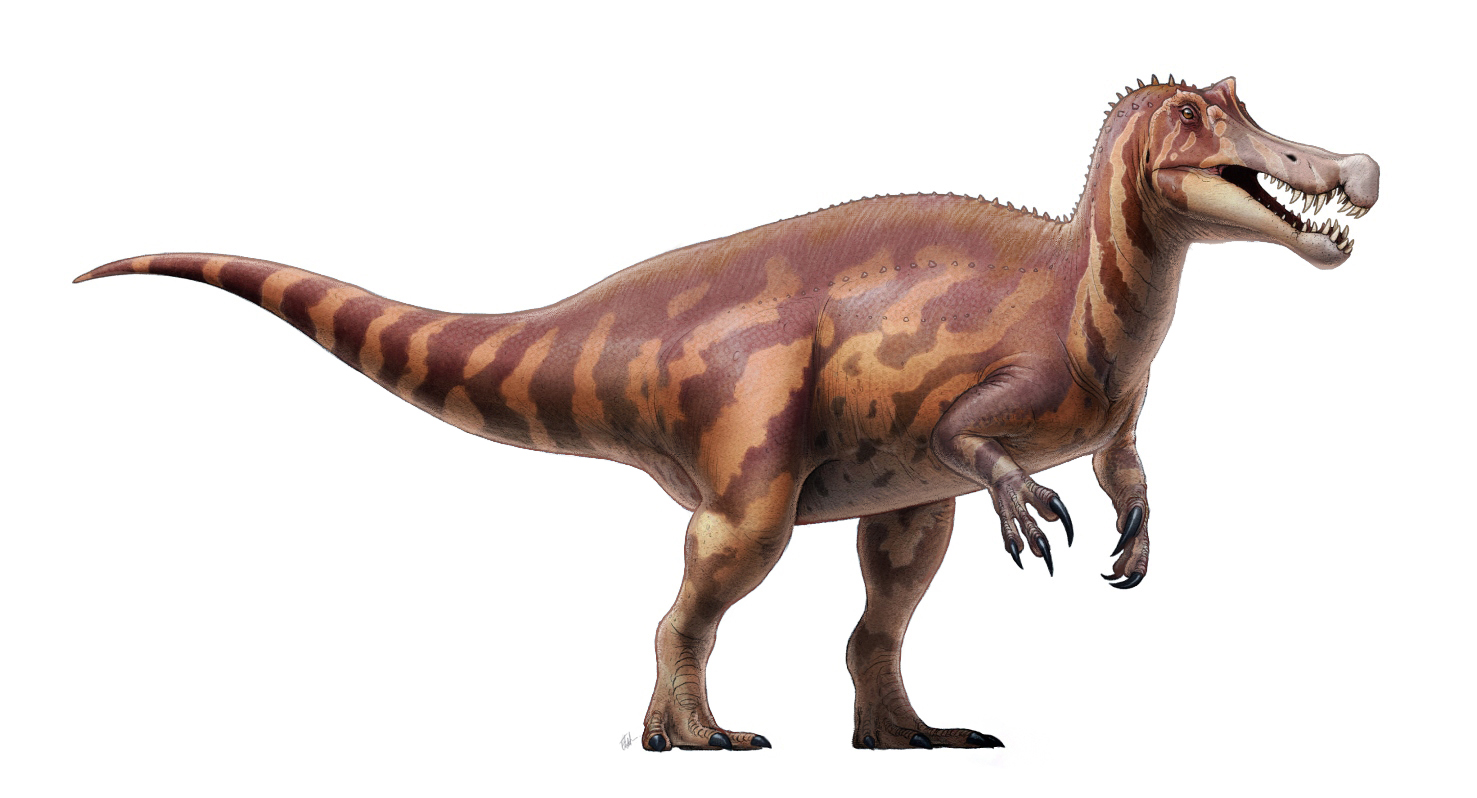
Ilustração do Irritator

O comprimento do Irritator foi estimado por Gregory S. Paul em 2010 como sendo de 7,5 metros e 1000 kg (1 tonelada), embora outros cientistas tenham feito estimativas de até 8 metros. Já o exemplar atribuído ao gênero Angaturama (que provavelmente trata-se de um jovem Irritator) é muito difícil de ser medido, pois não há muitos fósseis disponíveis atualmente. Comparando o tamanho dos ossos já encontrados com o de outros espinosaurídeos, pode-se chegar a uma estimativa, que fica entre os 5 e 6 metros de comprimento, 2 m de altura e de 500 a 600 kg de massa.

## Dieta

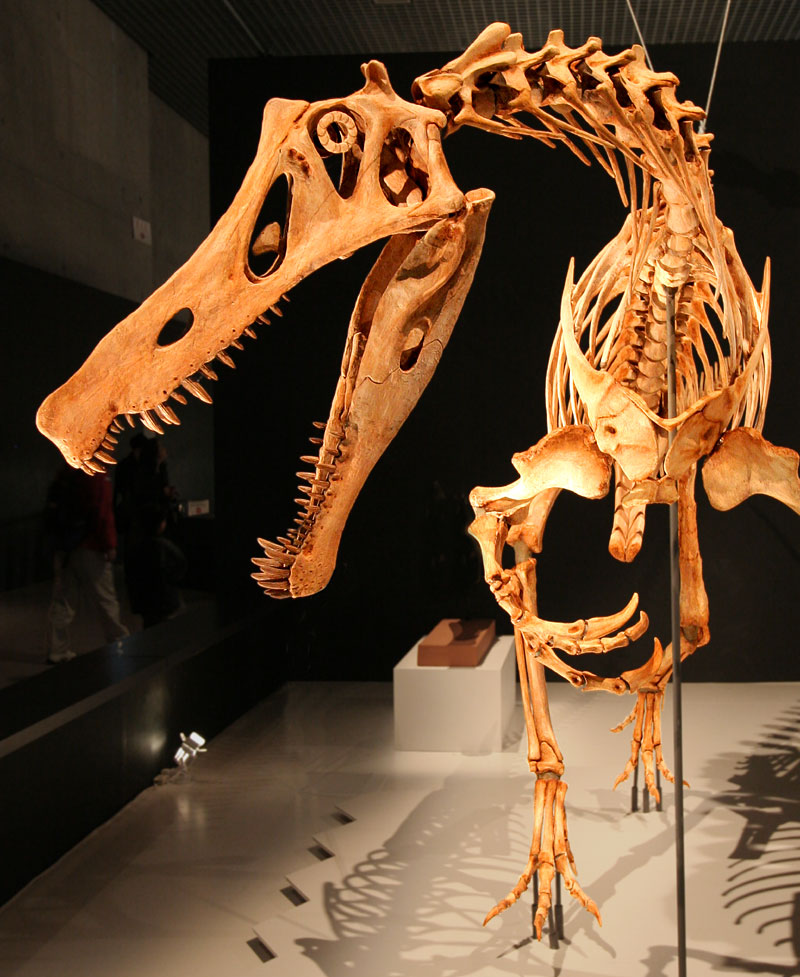
Visão lateral do crânio reconstruído do Irritator, mostrando os dentes

Como os seus parentes, este animal deveria ser piscívoro, no máximo alimentando-se de algum dinossauro pequeno ou de algum pterossauro. Assim como os outros espinossaurídeos, provavelmente não conseguiria derrubar uma grande presa, assim priorizando a dieta baseada em peixes. Apesar de se alimentar principalmente de peixe, possivelmente caçava outros tipos de presa, já que um dente de Irritator foi encontrado inserido na coluna vertebral de um pterossauro. Um animal próximo do Irritator, o Baryonyx, já foi encontrado com restos de um iguanodonte dentro, levando o paleontólogo Darren Naish a acreditar que espinossaurídeos como o Irritator também se alimentassem de vertebrados terrestres.

## Angaturama

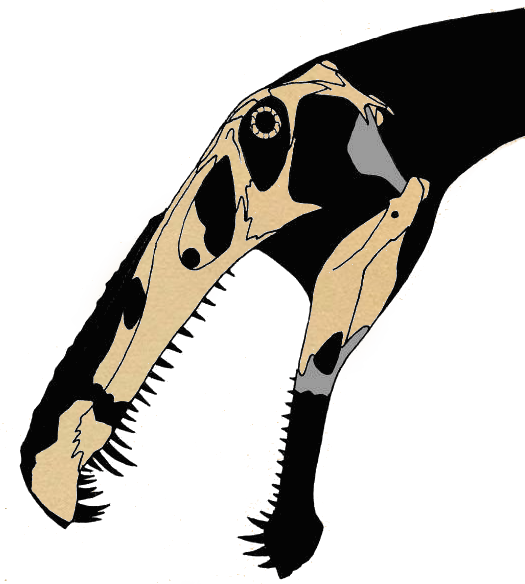
Crânio do Irritator com o focinho do "Angaturama"

Quando o Angaturama foi descrito em 1996, um outro dinossauro já havia sido encontrado, o Irritator, do qual, se tem fósseis do crânio que se "complementariam" com os do primeiro. Isso pode levar a crer que ambos possam ser a mesma espécie, apesar que estudos mostrem que o espécime de Angaturama seria maior que o espécime de Irritator e de que no trabalho original, apenas A. limai tenha sido descrito como sendo espinossaurinideo, pois I. challengeri foi descrito como possível maniraptora. Há sim alguma possibilidade de que ambos animais sejam da mesma espécie, e o nome Irritator challengeri teria prioridade, pois foi publicado semanas antes.
Há também mais fósseis encontrados e descritos como sendo Angaturama que como sendo de Irritator